# Нільтава західна
Нільтава західна (Cyornis ruckii) — вид горобцеподібних птахів родини мухоловкових (Muscicapidae). Ендемік Індонезії.

## Опис
Довжина птаха становить 17-18 см. У самця верхня частина тіла темно-синя, горло і груди сині, боки сірувато-блакитні, живіт білуватий. У самиць верхня частина тіла коричнева, груди, верхні покривні пера хвоста і гузка рудувато-коричневі. Дзьоб чорний, лапи чорні, очі карі. У молодих птахів верхня частина тіла пістрява, коричнево-охриста, живіт білуватий.

## Поширення і екологія
Західні нільтави є ендеміками Суматри. Вони відомі лише за чотирма зразками, перші два з яких були отримані а XIX столітті, а два останніх, дорослий і молодий самці були отримані в 1917-1918 роках. Ці два останніх зразки походять з місцевості неподалік міста Медан в провінції Північна Суматра.

## Збереження
МСОП вважає цей вид таким, що перебуває на межі зникнення. Імовірно, в дикій природі залишилось не більше 50 західних нільтав. Цей вид вказазий в Додатку II Конвенції СІТЕС і знаходиться під захистом індонезійських законів з 1972 року.